# Köpecbánya
Köpecbánya egykori bányásztelepülés Romániában, Kovászna megyében, a Köpec-patak völgyében. 1968 óta Köpec része.

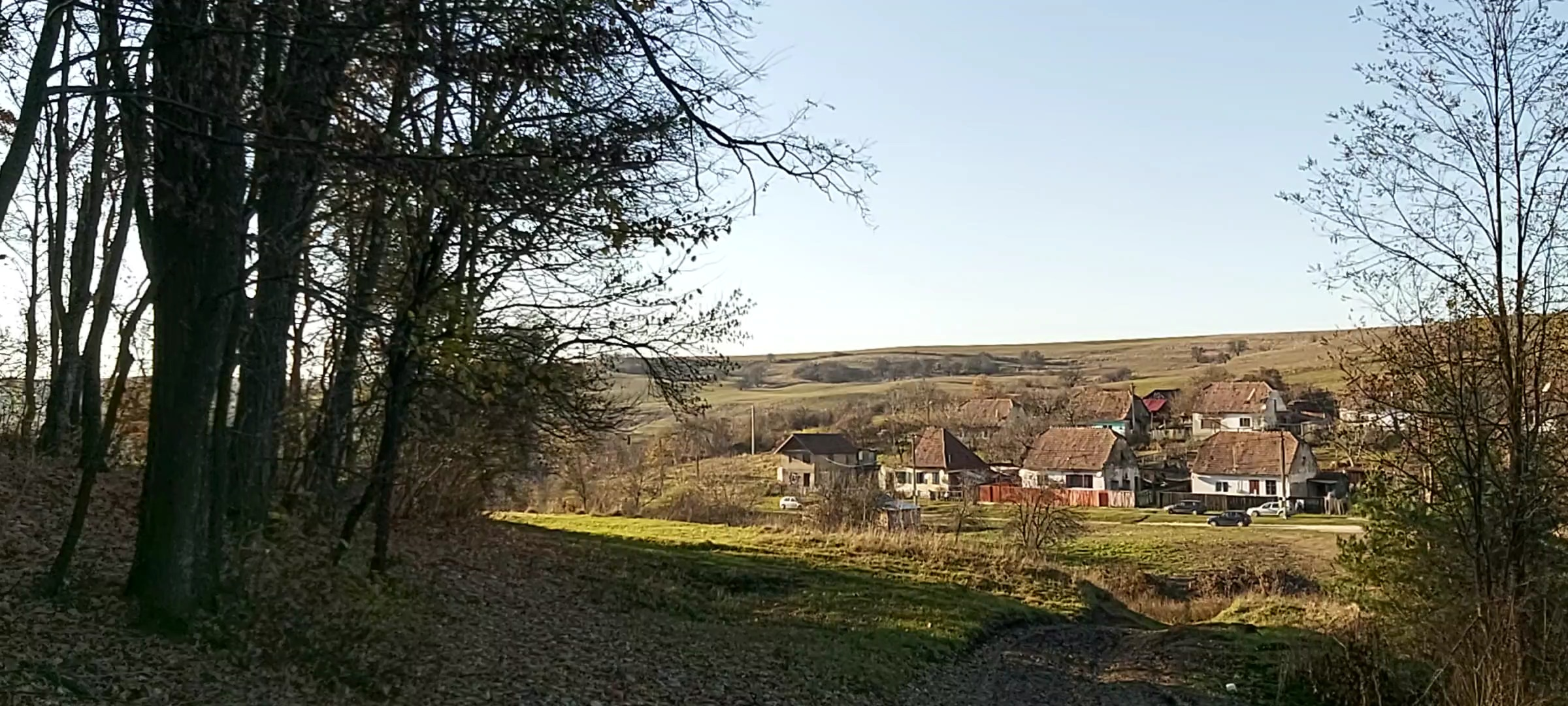
Köpecbánya látképe

## Fekvése
Brassótól 45 kilométerre északra, Sepsiszentgyörgytől 25 kilométerre északnyugatra, a Köpec-patak völgyében helyezkedik el.

## Története
1872-ben nyílt meg itt a környék első ipari méretű barnaszénbányája, a Teleki Sámuelről elnevezett Samu-főtárna. 1887-ben a bányatelepet és az ágostonfalvi vasúti rakodót keskeny nyomtávú iparvasúttal kötötték össze, melyet csak az 1960-as évek elején bontottak el. A statisztikák szerint 1900-ban 81-en, 1910-ben 128-an foglalkoztak bányászattal, de tényleges számuk nagyobb lehetett, mert aki a bányához elszegődött, még sokáig fenntartotta kapcsolódását a mezőgazdasághoz, gondozta állatállományát, s így földművelőnek vallotta magát. Ugyanakkor a bánya fellendítette az ipart is: 1900-ban 100, 1910-ben 110 különféle mesterember szerepelt az összeírásokban. 1906-ban az agrárminisztérium lakótelepet épített itt.
A bánya sikerén felbuzdulva egyre több tárnát nyitottak a völgyben, melyek munkásai kezdték benépesíteni a területet. Számukra 1913-ban a bánya tulajdonosa (az Erdővidéki Bányaegylet Rt.) tíz munkáslakást építtetett a telepen, melyek még ma is állnak. Ugyanebben az időben megindult a korszerűsítés a bányákban is, ezért bevezették Köpecbányára (s ennek köszönhetően több erdővidéki településre) a villamos energiát. Ezidőtájt épült meg a bányavállalat első irodája is, melynek napjainkra nincs nyoma sem. A bányatelepet a környékbeliek sokáig „Erdővidék központjaként” emlegették, ugyanis a szénbányászatnak köszönhetően az egyik legmodernebb település volt a térségben.
Az I. világháború alatt a bánya hadiüzemként működött, majd a II. világháborúban a bánya munkásai védték a telepet a visszavonuló német seregek rongálásától. Ennek az időszaknak állít emléket Szemlér Ferenc A földalatti erdő című könyve.
Az államosítás után a bányát a „KÖPEC” Állami Szénipari Vállalat, vagyis az Întreprinderea Miniera Căpeni (I. M. Căpeni) üzemeltette. Ezalatt megépült a bányatelep második bányairodája is, melynek romjai ma is ott árválkodnak a telep főterén. A széntartalékok kimerülése, illetve költséges kitermelése végett 1967-re az utolsó bánya is beszüntette a termelést. Az utolsó itteni bányát 1970-ben hagyták fel, innentől a bányatelep állapota fokozatosan romlott, az ipartörténeti emlékek nagy része megsemmisült.
Románia 1968-as adminisztratív újjászervezésekor (ekkor alakították ki a mai megyéket, így Kovászna megyét is) Köpecbánya települést beolvasztották Köpecbe, ami Baróthoz tartozik.

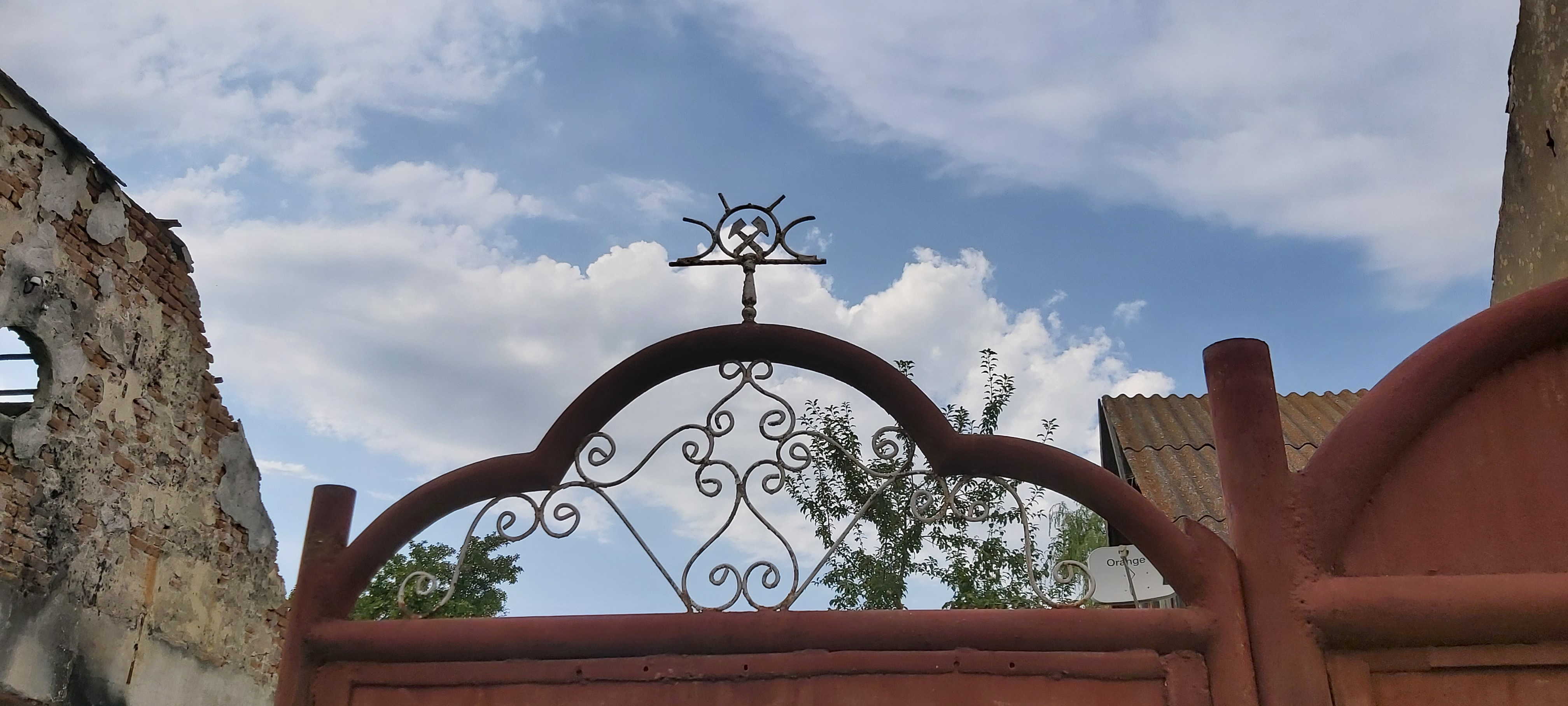
Bányászjeles kapu Köpecbányán

## Jelentősebb köpecbányai üzemek
- Samu-főtárna (1872-1907)
- Zeyk-tárna (1891-1912)
- József-akna (1912-1925)

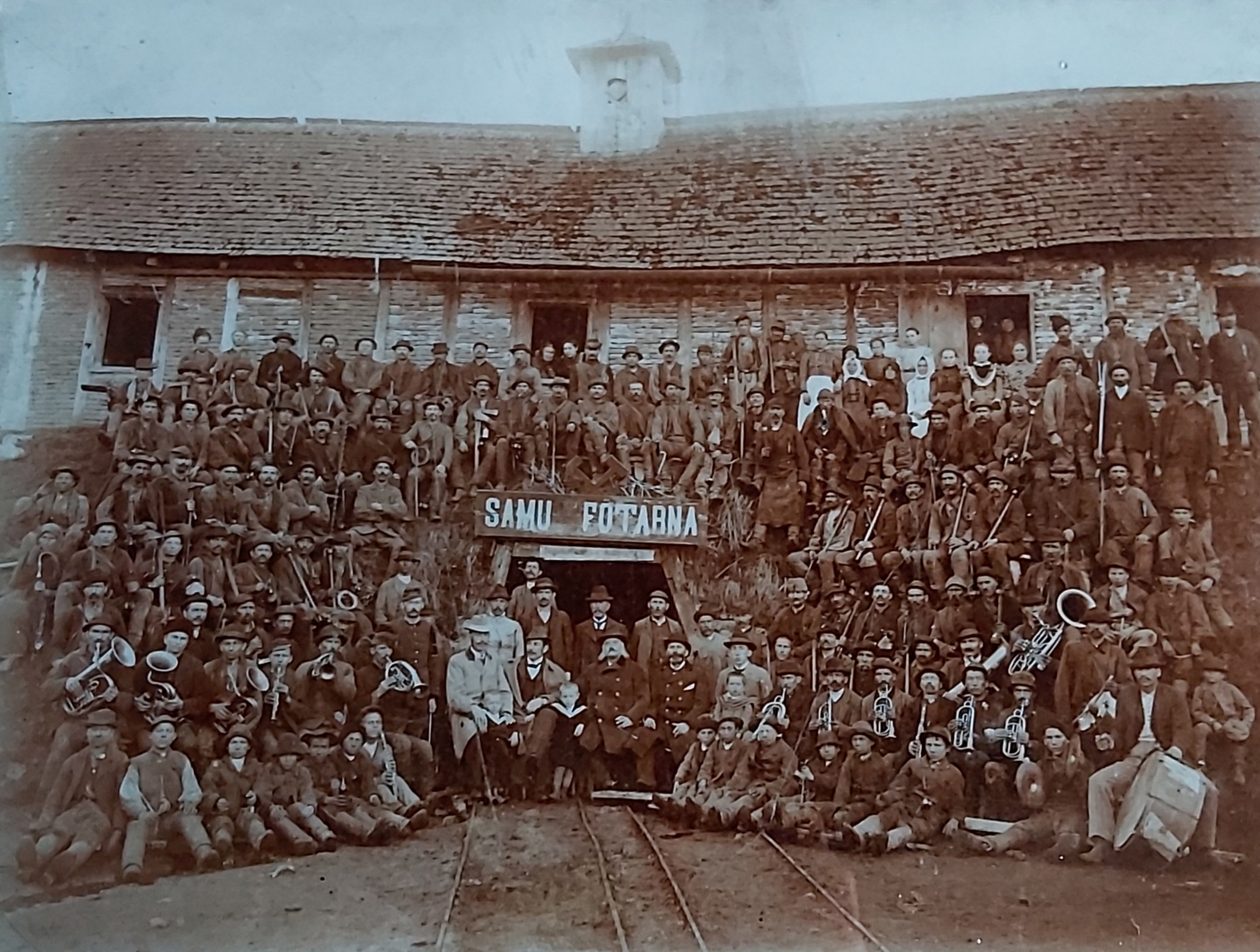
Samu-főtárna (1897)

- Polensky (Dózsa György) bánya (1926-1949)
- Tudor Vladimirescu („Vaszi”) bánya (1945-1959)
- Géza (November 7) bánya (1947-1965)
- Samu II. bánya (Béke-táró, Samu II. siklók) (1956-1967)

## Látnivalók
- Az első szenelő év emlékét őrző kő a bányahegyen
- Köpecbányai bányató
- A vállalat második irodája a bányatelepen
- Köpecbányai szénbrikettgyár
- A bánya központi műhelye
- A Béke-táró bejárata (2021)
- Köpecbánya főtere az egykori bányairodával és a felújított hirdetőtáblával (2022)